# Leonora Christina Ulfeldt

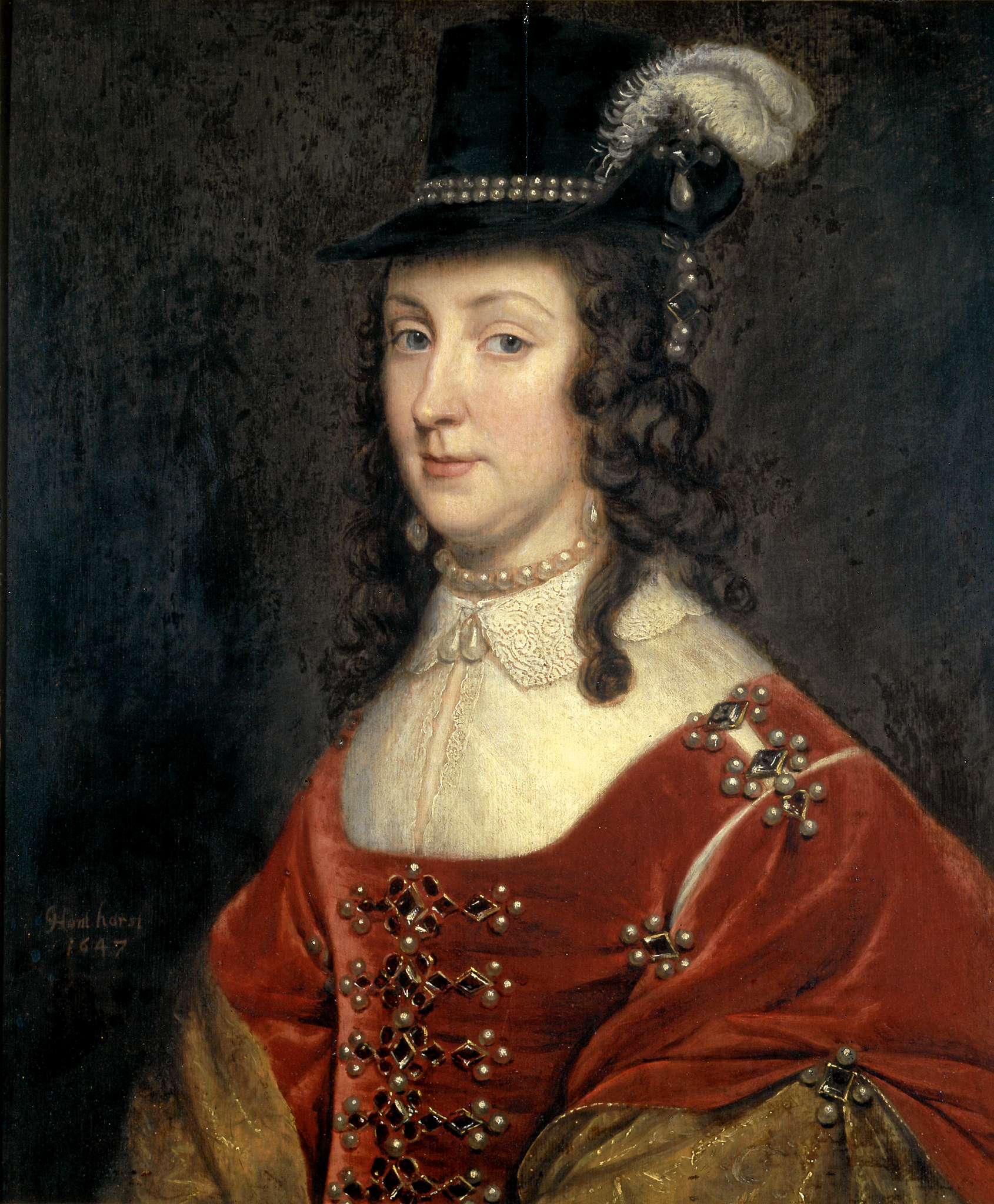
Leonora Christina Ulfeldt, Gemälde von Gerrit van Honthorst, 1647

Leonora Christina Ulfeldt (* 8. Juli 1621 auf Schloss Frederiksborg in Hillerød; † 16. März 1698 in Maribo auf der Insel Laaland in Dänemark) war eine dänische, vor allem in Skandinavien bekannte Autorin. Sie war eine Tochter des Königs von Dänemark und Norwegen, Christian IV., aus dessen morganatischer Ehe mit Kirsten Munk und trug den Titel einer Gräfin von Schleswig-Holstein. Wegen ihrer Mitwisserschaft bzw. ihrer angeblichen Beteiligung an landesverräterischen Intrigen ihres Ehemannes, des Reichsgrafen und Reichshofmeisters Corfitz Ulfeldt, war sie auf Veranlassung der dänischen Königin Sophie Amalie fast 22 Jahre (1663–1685) als politische Gefangene inhaftiert. Während dieser Zeit begann sie mit der Verfassung ihrer Autobiografie Jammers Minde („Erinnerung an das Elend“, „Leidensgedächtnis“), die ihre entbehrungsreiche Gefangenschaft darstellt. Hervorstechende Züge der erschütternden Gefängnismemoiren sind die realistische Beschreibung ihres Kerkerlebens und ihre Selbstdarstellung als stolze, treue und unbeugsame Frau, die nach einer Krise ihren Glauben an Gottes Gnade findet und in diesem Bewusstsein ihr langes Gefängnisleben geduldig und mit gewissem Humor erträgt. Jammers Minde gilt als das bedeutendste Prosawerk der dänischen Literatur des 17. Jahrhunderts. Außerdem schrieb Leonora Christina eine zweite Autobiografie, die wegen der verwendeten französischen Sprache als Den franske selvbiografi bezeichnet wird und die ihr Leben von der Kindheit bis zur Haftzeit beschreibt. Zudem betätigte sie sich als Kunststickerin, Schnitzerin, Übersetzerin, Bildhauerin und Malerin.

## Leben

### Kindheit und Jugend (1621–1636)

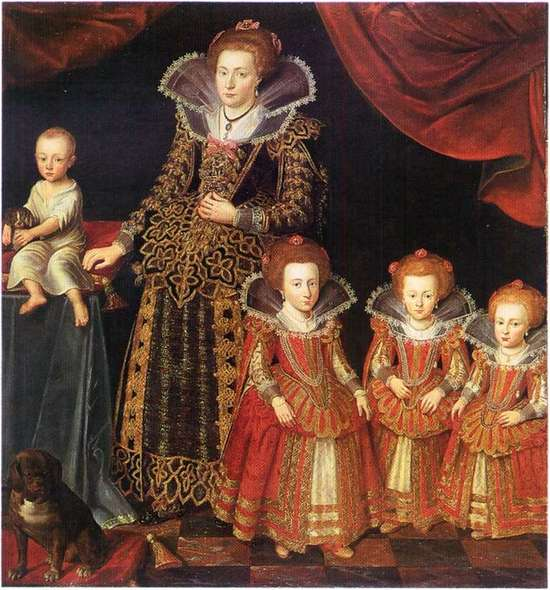
Jakob van Doordt: Kirsten Munk mit ihren ältesten vier Kindern, 1623; ganz rechts die zweijährige Leonora Christina

Leonora Christina war das dritte überlebende von zwölf Kindern König Christians IV. von Dänemark und Norwegen (1577–1648) aus seiner zweiten Ehe mit Kirsten Munk (1598–1658). Diese entstammte einem dänischen Adelshaus von geringem Stand, so dass die Ehe Christians IV. mit Kirsten Munk lediglich morganatisch geschlossen werden konnte und sie nicht den Titel der Königin erhielt. Ihre Nachkommen waren von der Thronfolge ausgeschlossen. Leonora Christina wurde daher auch nicht der Titel einer Prinzessin verliehen, sondern sie erhielt den 1627 auch ihrer Mutter verliehenen Titel einer Gräfin von Schleswig-Holstein; d. h. sie stand gesellschaftlich unterhalb der Königsfamilie, aber über dem restlichen Adel. Sie war die Lieblingstochter des Königs. Wie bei der Erziehung adliger Kinder üblich wurde Leonora Christina nach ihrer Taufe in die Obhut ihrer Großmutter mütterlicherseits, Ellen Marsvin, auf die Insel Fünen, gebracht. Zusammen mit einigen ihrer Geschwister, die ebenfalls dort lebten, lernte sie ab dem vierten Lebensjahr schreiben und lesen und erhielt Musik- und Religionsunterricht.
Wegen Dänemarks Teilnahme auf protestantischer Seite am Dreißigjährigen Krieg wurde Leonora Christine 1628 mit zwei Geschwistern aus Sicherheitsgründen nach Friesland zur Nichte ihres Vaters, der mit dem Grafen Ernst Kasimir von Nassau-Dietz verheirateten Sophie Hedwig, gebracht. Ihre autobiografischen Notizen beginnen mit diesem Aufenthalt. Das erst sechs- oder siebenjährige Mädchen fasste Zuneigung zu dem elfjährigen Mauritz, dem zweitältesten Sohn des Grafen, der sie einmal zu heiraten versprach. Als Zeichen seiner Liebe erteilte er ihr normalerweise Jungen vorbehaltenen Lateinunterricht. Sie verbrachten viel Zeit miteinander, bis Leonora Christina die Windpocken bekam, bettlägerig wurde und in ihrem Fieber nichts mehr von den Vorgängen in ihrer Umgebung wahrnahm. Vilhelm, der ältere Bruder von Mauritz, missbilligte diese Beziehung und führte Mauritz in Leonora Christinas Zimmer, um ihm ihren Ausschlag zu zeigen und so seine Freundschaft zu ihr zu zerstören. Mauritz steckte sich an und starb neun Tage später. Nach ihrer Genesung wurde ihr zunächst erzählt, dass ihr Freund mit seiner Mutter verreist sei, später zeigte ihr ein Lehrer Mauritz’ einbalsamierten Leichnam in einem Glassarg. Vor Schrecken fiel sie ihn Ohnmacht und konnte, da der tote Junge einen Rosmarinkranz getragen hatte, danach den Geruch von Rosmarin nicht mehr ertragen. Diesen Vorfall beschreibt Leonora Christina eindringlich in ihrer Französischen Autobiografie. Der Tod ihres Freundes, für den sie sich offenbar mitverantwortlich fühlte, stellte ein einprägsames Ereignis für ihr ganzes späteres Leben dar.
1630 kehrte Leonora Christina nach Dänemark zurück. Ihr Vater musste inzwischen als Verlierer den Schauplatz des Dreißigjährigen Krieges verlassen. Im selben Jahr verbannte er Leonoras Mutter Kirsten Munk wegen Treulosigkeit vom Hof, nachdem sie ihn nicht nur betrogen hatte, sondern angeblich auch versucht hatte, ihm durch einen Hamburger Alchemisten und vermeintlichen Zauberer zu schaden. Christian IV. nahm sich als neue Geliebte Wiebke Kruse, eine Dienerin seiner verbannten Gattin, die ihm weitere Kinder gebar. Der verbitterte König verbot Kirsten Munk, ihre Kinder zu sehen. Seiner Lieblingstochter ließ Christian IV. eine besondere Erziehung angedeihen. Ihre herausgehobene Position rief die Eifersucht ihrer Geschwister hervor.
Mit neun Jahren wurde Leonora Christina auf Wunsch ihres Vaters mit dem 15 Jahre älteren Adligen Corfitz Ulfeldt verlobt. Corfitz war der Sohn des Kanzlers Jacob Ulfeldt, hatte im Ausland studiert und galt als sehr gebildet und weltgewandt. Er wurde zum Günstling des Königs und schließlich zum mächtigsten Mann Dänemarks nach Christian IV. selbst. Zwar ging die Verlobung auf ihren Vater zurück, aber auch Leonora Christina selbst entschied sich schon als Kind für ihn und lehnte andere Bewerber ab.
Beaufsichtigt von hochgestellten Erzieherinnen erlernte Leonora Christina Deutsch und Französisch, erhielt Tanz-, Religions- und Musikunterricht und erlangte eine besondere Fertigkeit in der Stickereikunst. Außerdem hatte die Königstochter laut ihrer eigenen Aussage in ihrer Autobiografie ein ausgezeichnetes Gedächtnis.

### Heirat und erste Ehejahre (1636–1648)

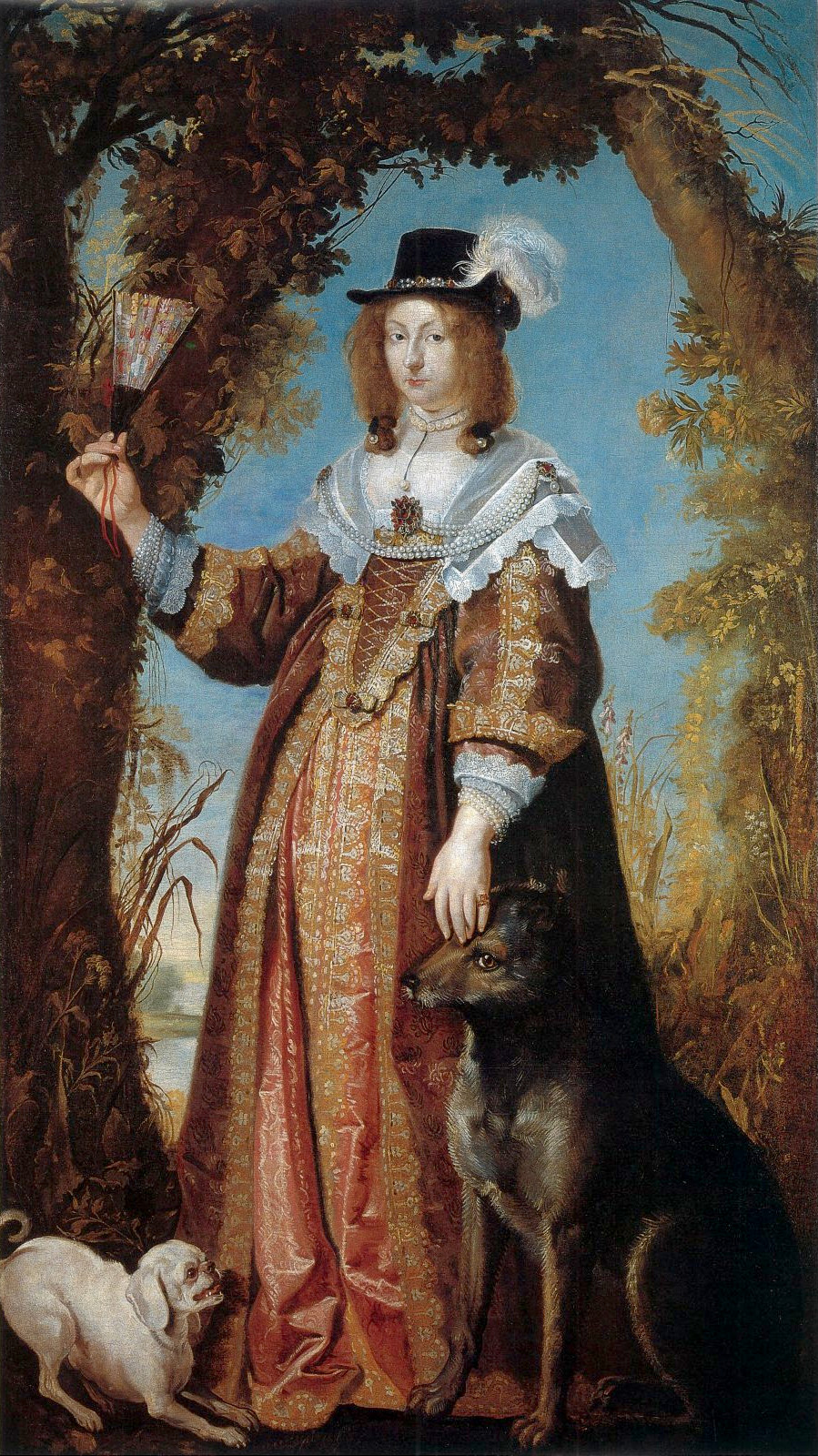
Karel van Mander (um 1610–1670), Leonora Christina (um 1643)

Da ein neuer König, obwohl Dänemark de facto eine Erbmonarchie war, de jure nur nach seiner Wahl durch den Rigsråd, in dem einflussreiche Adlige saßen, den Thron besteigen konnte, war es der Hocharistokratie möglich, für ihre Zustimmung mehr Mitspracherechte und Privilegien zu fordern. Dies lief auf eine Beschränkung der königlichen Autorität hinaus. Außerdem durften Mitglieder der Königsfamilie keine Untertanen heiraten, um die Unparteilichkeit des Königs zu erhalten. Christian IV. nutzte deshalb seine Töchter mit Kirsten Munk, für die dieses Heiratsverbot wegen ihres morganatischen Status nicht galt. Er verheiratete sie mit vielversprechenden Höflingen aus einflussreichen Familien, um diese an sich zu binden und so seine Macht zu stärken. Leonora Christina heiratete am 9. Oktober 1636 im Alter von 15 Jahren in einer prächtigen Zeremonie ihren Verlobten, den vom König stark geförderten Corfitz Ulfeldt, und führte in den nächsten Jahren ein privilegiertes Leben in einem üppig eingerichteten Haus im Zentrum Kopenhagens. Sie schreibt in ihren Memoiren, dass sie ihren Gemahl von Anfang an und ihr ganzes Leben lang sehr geliebt habe und charakterisiert auch die Liebe ihres Gatten als überschwänglich: Er habe sie wie ein feuriger Liebhaber und nicht wie ein Ehemann verehrt und geliebt. Demnach war ihre Ehe überaus glücklich, und sie konnte ihre Pflichten als Ehefrau und Mutter zufriedenstellend erfüllen.
Leonora Christina nahm Mal-, Violin- und Gitarrenunterricht und ließ sich von Corfitz in Niederländisch und Italienisch unterweisen. Außerdem erwarb sie Lateinkenntnisse. Sie war mit dem Fortschritt ihrer Ausbildung unzufrieden, da sie auf Grund ihrer zahlreichen Geburten und Reisen nur wenig Zeit hatte. Sie bekam zehn Kinder, von denen drei sehr jung starben; außerdem erlitt sie drei bis fünf Fehlgeburten. Das Gebären so vieler Kinder empfand sie eher als eine „Behinderung“, war aber aufgrund ihrer Erziehung von dessen Notwendigkeit überzeugt. Ohne sich darüber je zu beklagen, wollte sie dennoch nicht nur eine „Gebärmaschine“, sondern eine gleichberechtigte Partnerin ihres Gatten sein. Daher trachtete sie danach, ihre Talente trotz ihrer vielen Schwangerschaften ständig weiterzuentwickeln.

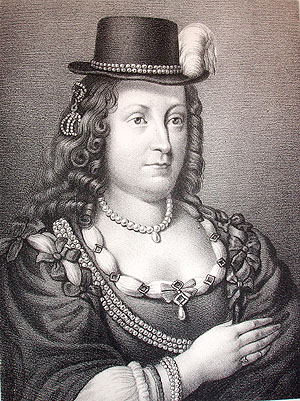
Leonora Christina, Stich des 18. Jahrhunderts

Der ehrgeizige Corfitz wurde 1643 zum Reichshofmeister ernannt und so der nach dem König zweithöchste Mann im Staat. Leonora Christina rückte damit für Jahre zur „ersten Dame“ am Hof auf, da es keine Königin gab. Das Ehepaar beeindruckte zwar ausländische Gäste, wurde vom dänischen Adel aber als arrogant und machthungrig empfunden. Viele Angehörige niederer Schichten, z. B. ihr Arzt Otto Sperling der Ältere, verehrten sie hingegen und blieben ihnen lebenslang treu. Vermutlich durch groß angelegte Korruption und Veruntreuungen häufte Corfitz in kurzer Zeit große Reichtümer an, die er nicht nur in Ländereien, sondern auch in Juwelen und andere Wertanlagen investierte. Oft begleitete Leonora Christina ihren Gatten auf Botschaftsreisen ins Ausland, so 1646–1647 nach Holland und Frankreich, wo sie vielfach bewundert wurde. In Paris bezauberte sie durch ihre Anmut und Intelligenz die Königinwitwe. Als die Ulfeldts nach Kopenhagen zurückkehrten, kam es zu von Leonora Christina in ihren Memoiren mit Stillschweigen übergangenen Spannungen mit dem alten König, da dieser Corfitz schon länger begangener Veruntreuungen verdächtigte und weil Leonora Christina, ebenso wie die anderen Kinder von Kirsten Munk, versuchte, ihre Mutter dem König wieder näher zu bringen. Dennoch waren die Ulfeldts 1648 am Sterbebett Christians IV., dessen Tod Leonora Christina als Wendepunkt in ihrem Leben bezeichnet. Die schwerkranke Wiebke Kruse verwiesen die Ulfeldts aber sofort des Hofes.

### Jahre der Verbannung (1649–1663)
Nach dem Tod Christians IV. bekämpfte dessen Sohn aus erster Ehe und Nachfolger Friedrich III. von Dänemark und Norwegen, der auch Leonora Christinas Halbbruder war, die dominante Stellung von Corfitz Ulfeldt und dreier weiterer Schwiegersöhne Christians IV. Friedrichs III. Gemahlin Sophie Amalie von Braunschweig-Lüneburg wurde zur unerbittlichen Feindin Leonora Christinas, die wahrscheinlich ihre führende Position am Hof nicht aufgeben wollte. 1649 reiste Corfitz zwar noch einmal mit seiner Gattin in offizieller Mission ins Ausland, aber sein Einfluss in Dänemark schwand zunehmend. Dies lag auch daran, dass andere Adlige Ulfeldts große Macht fürchteten. Der neue König ließ ab 1650 die früheren Finanztransaktionen des ehemaligen Reichshofmeisters untersuchen, um Veruntreuungen nachzuweisen. Dina Vinhofvers, Geliebte von Jørgen Walter, einem Konkurrenten von Corfitz, gab sich als Corfitz’ Mätresse aus und beschuldigte diesen und seine Frau, den König vergiften zu wollen, wurde aber wegen Meineids verurteilt und hingerichtet. Im Juli 1651 verließen die Ulfeldts schließlich wegen des zunehmend vergifteten Klimas Dänemark, gingen zuerst nach Holland und lebten dann als Flüchtlinge in Schweden. Der Titel einer Gräfin wurde Leonora Christina aberkannt.
Die schwedische Königin Christina verpachtete den Ulfeldts gegen große Geldsummen ihr Schloss Barth in Pommern, wo Leonora und Corfitz Ulfeldt mit ihren Kindern von 1655 bis 1657 lebten. Leonora Christina fühlte sich aber von den Schweden nicht genügend respektiert und wohnte 1654 der von ihr mit beißender Ironie beschriebenen Hochzeit des neuen Königs Karl X. Gustav von Schweden nicht bei, da ihr ein zu niedriger Platz reserviert wurde. Um sich mit Friedrich III. auszusöhnen, schickte Corfitz seine Gattin 1656 nach Dänemark, weil er sie zur Bewältigung dieser Aufgabe für geeigneter hielt. Diese Reise beschrieb sie zweimal. Der erste, in dänischer Sprache verfasste Bericht entstand unmittelbar nach ihrer Mission und erzählt vor allem den Verlauf ihrer Verhandlungen mit den Vertretern des dänischen Königs. In ihrer viel später verfassten Autobiografie gestaltet sie ihren Bericht dramatischer und schildert, dass ihre Mission scheiterte, weil sie auf der Reise zum König von dessen Gesandten Ulrich Christian Gyldenløve, dem Sohn der Wiebke Kruse, aufgehalten wurde. Auf ihrem Rückweg musste sie die Pistole ziehen, um einer Verhaftung durch den übereifrigen königlichen Beamten zu entgehen.
Nach diesem erfolglosen Versöhnungsversuch wechselte Corfitz endgültig die Seiten. Er unterstützte 1657 König Karl X. in dessen siegreichen Krieg gegen Dänemark und verhandelte für ihn den für die Dänen katastrophalen Frieden von Roskilde (1658) mit. Er lebte mit seiner Gemahlin auf einem ihm zum Dank vom Schwedenkönig gestifteten Gut, war aber mit seiner Aufnahme in den schwedischen Adelsstand und seiner Ernennung zum Inspektor der Dänemark abgenommenen Gebiete in Südschweden unzufrieden. Unter diesen Territorien war auch die reiche Provinz Schonen, wo er sich die Errichtung einer Adelsrepublik erhofft hatte. Da er seinen Unmut öffentlich äußerte, wurde Karl X. gegen ihn misstrauisch. Als dann ein neuer schwedischer Angriff auf Dänemark, an dem sich Corfitz nicht mehr beteiligte, fehlschlug, wurde Leonora Christinas Gatte wegen Verdachts der Kollaboration mit den Dänen im Mai 1659 unter Hausarrest gestellt. Doch Leonora Christina verteidigte ihren kranken Gemahl bei einer in ihrem Haus in Malmö einberufenen Verhandlung geschickt, wie zeitgenössische Dokumente belegen. Zwar sprach das Gericht dennoch wegen Verrats die Todesstrafe über Corfitz aus, aber das Urteil wurde nicht vollstreckt und das Ehepaar blieb unbehelligt. Nach Verhandlungen erreichte der dänische Botschafter, Leonora Christinas Schwager, dass Corfitz begnadigt wurde, aber bevor die Ulfeldts davon erfuhren, waren sie aufgrund von Gerüchten über ihre angeblich bevorstehende Verbannung nach Finnland getrennt aus Schweden geflohen.
Corfitz kehrte nach Dänemark zurück, wohin bald auch Leonora Christina nachkam. Doch beide wurden im Herbst 1660 als Staatsgefangene vom dänischen König 17 Monate in der Festung Hammershus auf Bornholm interniert. Zu diesem Zeitpunkt bereitete Friedrich III., der die großen Privilegien und Mitspracherechte der Aristokraten beseitigen wollte, einen Staatsstreich zur Einführung der absoluten Monarchie vor. Dabei konnte er sich auf ein Bündnis mit der vermögenden Bürgerschicht Kopenhagens und dem Klerus stützen, die sich schon längere Zeit mit dem Adel wegen dessen Sonderrechten zerstritten hatten. Daher war die Ausschaltung eines der einflussreichsten Adligen wie Corfitz ein wichtiger Schritt für den dänischen König, um seine Pläne durchzusetzen. Im September/Oktober 1660 musste die Aristokratie schließlich ihre Entmachtung akzeptieren.
Der Gefängniswärter der Ulfeldts, Adolph Fuchs, verfuhr inzwischen ziemlich grausam mit seinen Gefangenen. Dies belegen nicht nur Leonora Christinas Schilderung in ihrer Franske Selvbiografi, sondern auch zeitgenössische Aufzeichnungen von Beamten. Gegenüber Fuchs' Demütigungen konnte sich Corfitz nur schwer beherrschen, aber Leonora Christina ertrug sie mit kalter Überlegenheit. Wegen dieser entwürdigenden Behandlung versuchten die Ulfeldts im März 1661 zu fliehen, indem sie sich des Nachts mit einem treuen Diener an zusammengebundenen Bettlaken und Brettern aus dem Gefängnis abseilten. Als aber der Mond hinter Wolken verschwand, fiel der Diener in eine Schlucht und musste von Leonora Christina allein geborgen werden. Dann schleppte sie ihren geschwächten Gatten die steilen Klippen hinunter. Während dieser Verzögerungen wurde es hell und die Wachen stellten die Flüchtigen. Als Fuchs ihren Fluchtweg inspizierte, glaubte er, dass nur teuflische Kräfte dies zuwege bringen konnten und hielt Leonora Christina für eine Hexe. Das Ehepaar wurde nun getrennt gefangen gehalten und erst im Dezember 1661 gegen Abtretung fast all ihrer Güter freigelassen. Corfitz musste außerdem einen Treueeid auf den König schwören.
Die Ulfeldts lebten nach ihrer Entlassung auf dem Gut Ellensborg auf der Insel Fünen, welches Leonora Christina von ihrer Großmutter geerbt hatte. Der dänische König erlaubte aufgrund von Bitten von Freunden der Ulfeldts, dass Corfitz 1662 aus Gesundheitsgründen eine Reise nach Holland antreten durfte. Seine Gattin folgte ihm kurz darauf nach Brügge, wo ihr ältester Sohn ihren ehemaligen Gefängniswärter und Peiniger Adolph Fuchs, den sie zufällig trafen, tötete. Dieser Mord geschah zwar nicht auf ihren Wunsch, fand aber ihre Zustimmung. Corfitz bot dem Kurfürsten Friedrich Wilhelm von Brandenburg den dänischen Thron an, den er ihm durch Anzettelung einer Revolte verschaffen wollte. Außerdem schickte Corfitz seine Gattin nach England, um eine beträchtliche Geldsumme zurückzufordern, die er 1649 dem König Karl II. von England während dessen Exil geborgt hatte. Die Dänen hatten aber durch den brandenburgischen Kurfürsten selbst von Corfitz’ verschwörerischer Absicht Kenntnis erhalten und verurteilten ihn am 24. Juli 1663 wegen Hochverrats in Abwesenheit zum Tod. Seine Güter wurden konfisziert und seine Kinder verbannt. Die inzwischen nach England gereiste Leonora Christina wurde zwar von Karl II. empfangen, aber bei ihrer Abfahrt in Dover verhaftet und nach Kopenhagen ausgeliefert, wo sie am 8. August 1663 eintraf. Sie musste allen Schmuck aushändigen, ihre schöne Kleidung gegen schlechtere von ihrer alten Feindin Sophie Amalie ausgesuchte vertauschen und wurde am Nachmittag des Tages im sogenannten Blauen Turm (Blåtårn), dem berüchtigten Gefängnis des Schlosses Christiansborg in Kopenhagen, eingekerkert.

### Gefangenschaft (1663–1685)

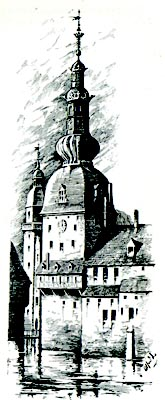
Blauer Turm (1611)

Leonora Christina wurde von königlichen Beamten am 8., 10. und 13. August 1663 über die Pläne ihres Gatten verhört. Sie gab geschickte Antworten, ohne zuzugeben, über die konspirativen Absichten ihres Gatten informiert gewesen zu sein. Im Gegenteil, sie erklärte die Beschuldigungen gegen Corfitz für falsch. Ihr wurde die Verurteilung ihres Gatten mitgeteilt, den sie nicht mehr retten könne. Der König würde aber vielleicht Gnade walten lassen, wenn sie ihr Wissen über die Pläne ihres Gatten verrate. Sie verlor nur kurz die Fassung, bestritt weiterhin jede Komplizenschaft und beteuerte, dass sie nur die von einer Gattin erwartete Treue und Unterstützung ihrem Mann gegeben habe. Ihre Befragung erbrachte keine Erkenntnisse für die dänische Regierung. Ohne einen Prozess wurde die Königstochter nach neun Tagen im Verließ Den mørke Kirke (die dunkle Kirche) weiter in einer anderen Zelle im Blauen Turm in Gefangenschaft gehalten. Sie geriet in eine Glaubenskrise und haderte mit Gott, von dem sie sich ungerecht bestraft fühlte, da sie nur als liebende und treue Gattin gehandelt habe. Ende August, nach dreiwöchigem Hungerstreik, während dem sie nur Zitronen mit Zucker zu sich genommen hatte, sprach sie nach eigener Aussage „Mein Kind, verzage nicht, wann du von Gott gestrafet wirst; dann welchen der Herr lieb hat, den züchtiget er.“ So konnte sie ihre Gefangenschaft als eine zu bestehende Prüfung auffassen. Sie hatte Corfitz nicht – wie einst nach ihrer Meinung Mauritz – im Stich gelassen und ertrug daher nun stoisch ihr Zellenleben, das insgesamt 21 Jahre, 9 Monate und 10 Tage (1663–1685) dauern sollte.
Auch andere Vertraute der Ulfeldts sollten ausgeschaltet werden. So wurde der ehemalige Arzt der Gefangenen, Otto Sperling der Ältere (1602–1681), 1664 ebenfalls im Blauen Turm eingesperrt, wo er nach 17 Jahren Gefangenschaft starb. Corfitz Ulfeldt selbst konnte sich seiner Verhaftung durch Flucht entziehen und floh quer durch Europa, starb aber am 20. Februar 1664 auf dem Rhein. Sein Palast in Kopenhagen wurde niedergerissen und an dessen Stelle eine Schandsäule errichtet. Leonora Christina erzählte man, dass ihr Gatte hingerichtet worden sei, und sie erfuhr erst später die Wahrheit. Zu ihrer Verwunderung war sie erleichtert, dass er nun endgültig seinen Verfolgern entkommen war.
Im Vorwort ihrer Autobiografie Jammers Minde erklärt Leonora Christina ihren Kindern, dass ihr die Flucht einige Male möglich gewesen wäre, dass sie aber auf die Freilassung und Anerkennung des an ihr begangenen Unrechts durch den König wartete; nur dann könne sie ihren Kindern helfen. In den ersten Jahren ihres Arrestes wurde ihr nichts zum Zeitvertreib gebracht, so dass sie sich selbst Aufgaben ausdachte. So kritzelte sie mit einer in den Ruß des Kerzenrauches getauchten Hühnerfeder Notizen auf Zuckerverpackungen. Eine in ihrer Zelle aufgefundene Nadel benutzte sie zum Sticken, wobei sie Garn verwendete, das sie aus ihren aufgetrennten Seidenstrümpfen gewann. Sie studierte Flöhe und Kohlwürmer sowie von der Königin geschickte Seidenraupen, die sie auch als Rohstoffproduzenten für ihre Kunststickereien verwendet haben soll, und zeichnete Vermutungen über deren Fortpflanzung auf. Sie berichtet in ihren Memoiren von ihren häufigen Auseinandersetzungen, aber auch Unterhaltungen mit ihren ständig wechselnden (insgesamt 12) Dienerinnen, die sie als Adelige auch im Gefängnis erhielt, die aber auch die Königin Sophie Amalie über das Leben und Auftreten der Gefangenen informieren mussten. Solche Frauen waren oft hart und anmaßend, und Leonora Christina konnte sich einer Dienstmagd nur durch die Drohung erwehren, sie mit bloßen Händen zu erwürgen. Indirekt wurde sie auch Zeugin einer Abtreibung einer Bediensteten. Von einer anderen lernte sie Englisch. Der Gefängnisdirektor besuchte sie oft des Nachts, wenn er betrunken war, und machte ihr Avancen. Die katastrophalen hygienischen Bedingungen des von ihr als schmutzig, stinkend und mit Flöhen und Ratten verseucht beschriebenen Verlieses kann man aus ihrem Bericht ersehen, laut dem eine Dienerin anno 1666 darauf bestand, den über die Jahre angehäuften Kot der früheren Gefangenen in der kleinen Zelle wegzuschrubben, und von dem Gestank wurde Leonora Christina krank.

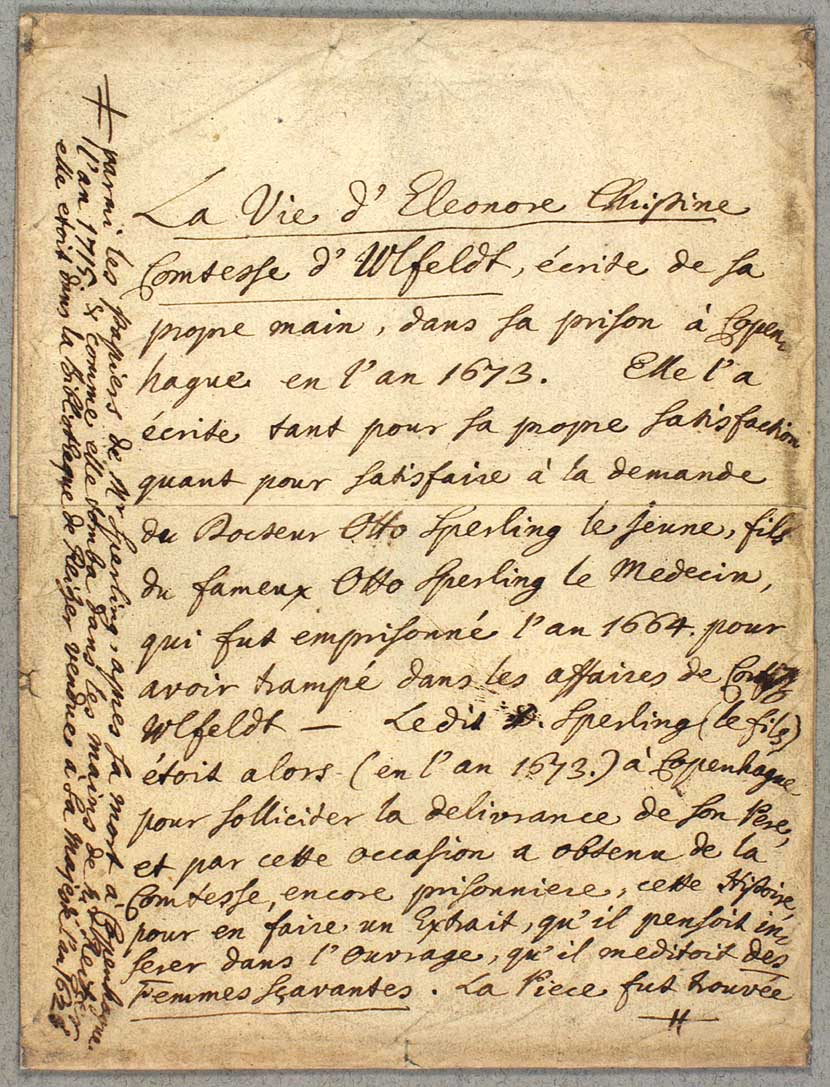
Französische Autobiografie, nach 1670. Verfasser- und Provenienzvermerke des Manuskripts Leonora Christinas, nicht vor 1715. Königliche Bibliothek, Kopenhagen

Nach dem Tod König Friedrichs III. am 9. Februar 1670 und dem Regierungsantritt seines Sohnes Christian V. von Dänemark und Norwegen wurden die Haftbedingungen Leonora Christinas allmählich gemildert. So erhielt sie eine geräumigere Zelle, Schreibmaterial und ab 1672 eine jährliche finanzielle Zuwendung von 200 Reichstalern (ab 1676 250 Reichstalern), die es ihr ermöglichte, Kleidung und Bücher zu kaufen. Ihre Schwester Hedvig in Schonen hatte im März 1670 vergeblich versucht, eine Entlassung zu erwirken. Leonora Ulfeldt blieb aber aufgrund des Widerstandes ihrer alten Feindin Sophie Amalie, der Mutter des neuen Königs, noch lange eingesperrt. Einige verschleierte Hofdamen besuchten zu ihrer Belustigung einmal heimlich abends Leonora Christina, die sofort eine von ihnen als „Fräulein Augusta von Glucksburg“ erkannte (wahrscheinlich die damals 36-jährige Tochter des Herzogs Philipp von Schleswig-Holstein-Glücksburg) und daraus schloss, dass die anderen Damen die Gattin Christians V., Charlotte Amalie von Hessen-Kassel, und seine Schwester Anna Sophie von Dänemark und Norwegen, die Gattin des Kurfürsten von Sachsen, waren. Die Frauen bemitleideten die Gefangene; nur die hochmütige Augusta zeigte keine Rührung und wurde von Leonora Christina verdächtigt, ihre Unterhaltung heimlich der Königinwitwe Sophie Amalie weitererzählt zu haben. Die Mutter der gerade schwangeren Königin, Hedwig Sophie von Brandenburg, eine Landgräfin von Hessen-Kassel, besuchte im September 1671 ebenfalls die Gefangene heimlich und trat beim König für ihre Freilassung ein. Diese sollte erfolgen, wenn das erste Kind der Königin ein Sohn würde. Als aber die Mutter des Königs zur Taufe des im Oktober geborenen Kronprinzen aufkreuzte, drohte sie mit sofortiger Abreise, bis Christian sein Wort brach. Die Witwen stritten vor dem König, aber Leonora Christina wurde nicht entlassen.
Ebenso vergeblich versuchte der Jurist und Historiker Otto Sperling der Jüngere (1634–1715) Anfang 1673, seinen gleichnamigen Vater und ehemaligen Arzt der Ulfeldts aus dem Blauen Turm herauszuholen. Er ermunterte seinen Vater und Leonora Christina, ihre Memoiren zu verfassen, um die Meinung in Europa zu beeinflussen und so Druck auf die dänische Regierung auszuüben. Mit diesem Ziel schrieb Leonora Christina im gleichen Jahr ihre Autobiografie, und zwar mit Rücksicht auf die internationale Leserschaft auf Französisch, erreichte aber ihr Ziel nicht. Das Manuskript wurde aus dem Gefängnis geschmuggelt und von Otto Sperling dem Jüngeren und späteren Historikern verwendet. Es erlebte in Abschriften, Übersetzungen und Bearbeitungen eine gewisse Verbreitung. Nach Fertigstellung der Franske Selvbiografi begann die gefangene Königstochter mit der Niederschrift eines Berichts über ihre langjährige Haft, Jammers Minde, die für ihre Kinder gedacht war. Daneben las sie historische Bücher und entwarf nach diesem Material Skizzen berühmter Frauen („Zierde der Heldinnen“), in der sie ihre emanzipatorische Vorstellung von der Gleichheit beider Geschlechter festhielt. Die von ihr verfassten geistlichen Gedichte erachtete sie nicht als literarisch hoch stehend, aber sehr persönlich gefärbt. Viele dieser Reime blieben in verschiedensten Abschriften erhalten und zeigen damit ihre große Beliebtheit im 17. Jahrhundert. Schließlich widmete sich Leonora Christina noch der Musik (sie erwarb in der Haft ein Clavichord) und Handarbeit. Zudem erlernte sie in der Gefangenschaft die Buchbinderei.

### Freilassung und Lebensabend (1685–1698)
Erst nach dem Tod ihrer unversöhnlichen Gegnerin Sophie Amalie am 20. Februar 1685 erlangte Leonora Christina im Alter von 63 Jahren ihre Freiheit wieder. Der Kanzler Frederick von Ahlefeldt, der sie einst widerwillig in den Blauen Turm geleitet hatte, befahl am 19. Mai 1685 ihre Entlassung. Doch die Gefangene verließ erst um 22 Uhr im Schutz der Dunkelheit und eines Schleiers, der sie vor den Blicken der neugierigen Menge schützte, ihr Gefängnis. Sie wurde dort von der Tochter ihrer schon lange verstorbenen Schwester, Elisabeth Augusta Lindenov, abgeholt. Die Königin und ihre Hofdamen beobachteten dieses Spektakel vom Balkon des Palastes. König Christian V. wies Leonora Christina ein Gebäude in der seit 1621 nicht mehr bewirtschafteten Klosteranlage von Maribo an und gestattete ihr eine jährliche Rente von 1500 Reichstalern. Hier verbrachte sie ihre letzten 13 Lebensjahre einigermaßen standesgemäß. Im Allgemeinen relativ einsam lebend empfing sie manchmal Besucher, darunter den dänischen Dichter Thomas Kingo. Vor allem stellte sie das im Blauen Turm begonnene Manuskript von Jammers Minde fertig. Für ihre drei noch lebenden Kinder versuchte sie vergeblich, ihre früheren Reichtümer wiederzuerlangen. Ihre älteste, ab 1665 in Brügge lebende Tochter Anna Katharina, Witwe des flandrischen Adligen Vigilius de Cassette, lebte von 1688 bis zu Leonora Ulfeldts Tod bei ihr, und auch ihre jüngste Tochter Leonora Sophie besuchte sie oft. Ihr jüngster Sohn Leo Ulfeldt, der eine steile militärische Karriere in habsburgischen Diensten gemacht hatte, durfte Leonora Christina Ulfeldt zweimal mit Erlaubnis der dänischen Regierung besuchen, zuerst als 40-jähriger Mann im Jahr 1691; seine Mutter hatte ihn zuletzt als zwölfjährigen Buben gesehen. Auch Otto Sperling, dessen gleichnamiger Vater wie Leonora Ulfeldt im Blauen Turm inhaftiert war, besuchte sie mehrmals in Maribo.
Am 16. März 1698 starb Leonora Christina im ehemaligen Kloster von Maribo und erhielt am 6. April 1698 in der dazugehörigen Kirche ein einfaches Begräbnis, wie sie es selbst gewünscht hatte.

### Kinder
Leonora Christina hatte mit ihrem Gemahl Corfitz Ulfeldt mindestens 10 Kinder, von denen sieben das Erwachsenenalter erreichten. Die zehn Kinder waren:
- Anna Catherina (Anne Cathrine) (1639–1707), lebte von 1688 bis 1698 als Witwe des flandrischen Adligen Vigilius de Cassette auf Maribo.
- Christian (1637–1688) tötete Adolph Fuchs und wurde später Mönch.
- Jacob († als Kind)
- Ludwig
- Leo Belgicus (* 1646, † als Kind)
- Corfitz
- Mogens († als Kind)
- Ellen Kirstine  (1643–1677), wie ihre Mutter auch Malerin
- Leonora Sophie (1649–1698), verheiratet in der schwedischen Provinz Schonen
- Leo (1651–1716)

Andere Quellen sprechen davon, dass Leonora Christina während der Flucht nach Schweden 1651/52 erneut schwanger gewesen sei. In Stockholm soll eine weitere Tochter, Christina, zur Welt gekommen sein, die aber als Säugling starb. In der Franske selvbiografie ist sogar von insgesamt 13 Kindern die Rede.

## Literarisches Werk
Leonora Christina Ulfeldt war nach heutiger Auffassung keine hauptberufliche Schriftstellerin im engeren Sinn, sondern eine sehr gebildete und den ersten Gesellschaftskreisen angehörige Frau, die ihre oft im Zentrum der dänischen Politik stehenden Erlebnisse literarisch auf einem ästhetisch hochstehenden Niveau verarbeitete. Vergleichbare autobiografische Werke schufen die schwedische Adlige Agneta Horn und Königin Christina von Schweden.
Auf Grund ihres abenteuerlichen und dramatischen Schicksals blieb Leonora Christina Ulfeldt in den dänischen Geschichtsbüchern präsent. Ihren Ruf als eine der hervorragendsten dänischen Prosaschriftsteller des 17. Jahrhunderts begründete aber erst ihr posthum zugängliches Werk Jammers Minde, das über ihre lange Gefangenschaft im Blauen Turm berichtet. Das Originalmanuskript hatte Leonora Christina Ulfeldts Sohn Leo Ulfeldt geerbt und es war im Familienbesitz unter Verschluss geblieben und nur Wenigen vor Augen gekommen. Erst nach seiner Wiederentdeckung in Österreich und Herausgabe 1869 wurde es einem breiten Publikum bekannt. Die Verfasserin selbst hatte das Buch nicht für eine Veröffentlichung geplant, sondern als Erinnerungsbuch an ihre Kinder gerichtet. Neben Briefen, Bittschriften und einem Memorial sind zwei Gedichte erhalten; es wird zudem von einer am 27. Februar 1668 von Hauspersonal aufgeführten Verskomödie Ulfeldts berichtet. Ulfeldt gab keines ihrer anderen Werke heraus, die meist nur durch Erwähnungen anderer Autoren bekannt sind. Ihre zweite Autobiografie, Den franske selvbiografi, wurde 1958 nach Wiederauffindung des Originalmanuskripts (1952) in Faksimile veröffentlicht, während eine ältere Ausgabe von 1871/72 bloß auf einer späteren Kopie des Werks basiert.
Die Manuskripte und Korrespondenz Ulfeldts befinden sich im Nationalhistorischen Museum Schloss Frederiksborg, in der Königlichen Bibliothek und in den Staatsarchiven in Kopenhagen und Stockholm, weitere Werke von ihr im Kopenhagener Schloss Rosenborg und im Schloss Ovesholm in Kristianstad.
Begonnen hatte ihre literarische Tätigkeit 1654 mit einer Schilderung der Hochzeit Karl Gustavs von Schweden, gefolgt von Rejsen til Korsør im Jahr 1656 und Confrontationen i Malmø 1659. Ihr 1659/1660 geführtes Tagebuch und ein 1660/1661 verfasster Bericht über ihre Gefangenschaft auf Hammershus sind verschollen.

### Den franske selvbiografi
In Den franske selvbiografi, entstanden in französischer Sprache als Auftragsarbeit für Otto Sperling d. J. um 1673 im Blauen Turm, entwirft Ulfeldt ein Porträt ihrer glücklichen Jugend am dänischen Königshof und führt die Handlung bis zu ihrer langjährigen Haft. Die an sich chronologische Darstellung überspringt oft größere Perioden und wird romanhaft durch Konzentration auf bestimmte Ereignisse und humorvolle Schilderung spannender Abenteuer. Die Autorin spricht einerseits distanziert von sich in der dritten Person und philosophiert klug über die Wechselfälle des Lebens, ist aber gleichzeitig Handelnde, die ihre Gedanken über die dramatischen Geschehnisse mitteilt. Im ganzen Roman wird sie als verfolgte Heldin charakterisiert, die kraft ihres Glaubens an die Vorsehung sowie des Bewusstseins ihrer hohen Abstammung (wobei sie sich als Lieblingstochter Christians IV. darstellt) Intrigen und Demütigungen geduldig und mutig erträgt. Ein zentrales Motiv ist ihre unerschütterliche Liebe zu ihrem Gatten, der sie nach ihrer Schilderung auch erwidert, aber ansonsten als schwach und ganz von ihr abhängig, jähzornig und auch ansonsten kaum positiv porträtiert wird, was in dieser Einseitigkeit nicht zutrifft. Diese Charakterisierung entspringt dem Sinn ihrer Memoiren, sich als Unschuldige darzustellen, weshalb sie sich von ihrem Gatten und seinem nachweislichen Hochverrat distanzieren muss. Die Motive ihrer Gegner werden bloß auf deren Eifersucht reduziert und keine rationalen Gründe für deren Handlungen angegeben. Otto Sperling d. J. verwendete Den franske selvbiografi in seinem nie gedruckten Buch De foeminis doctis über gelehrte Frauen, in dem er ausführlich über Ulfeldts Erziehung und Wissen berichtet. Das vollständige Originalmanuskript wurde 1952 in einer Bibliothek in Altona gefunden.

### Jammers Minde

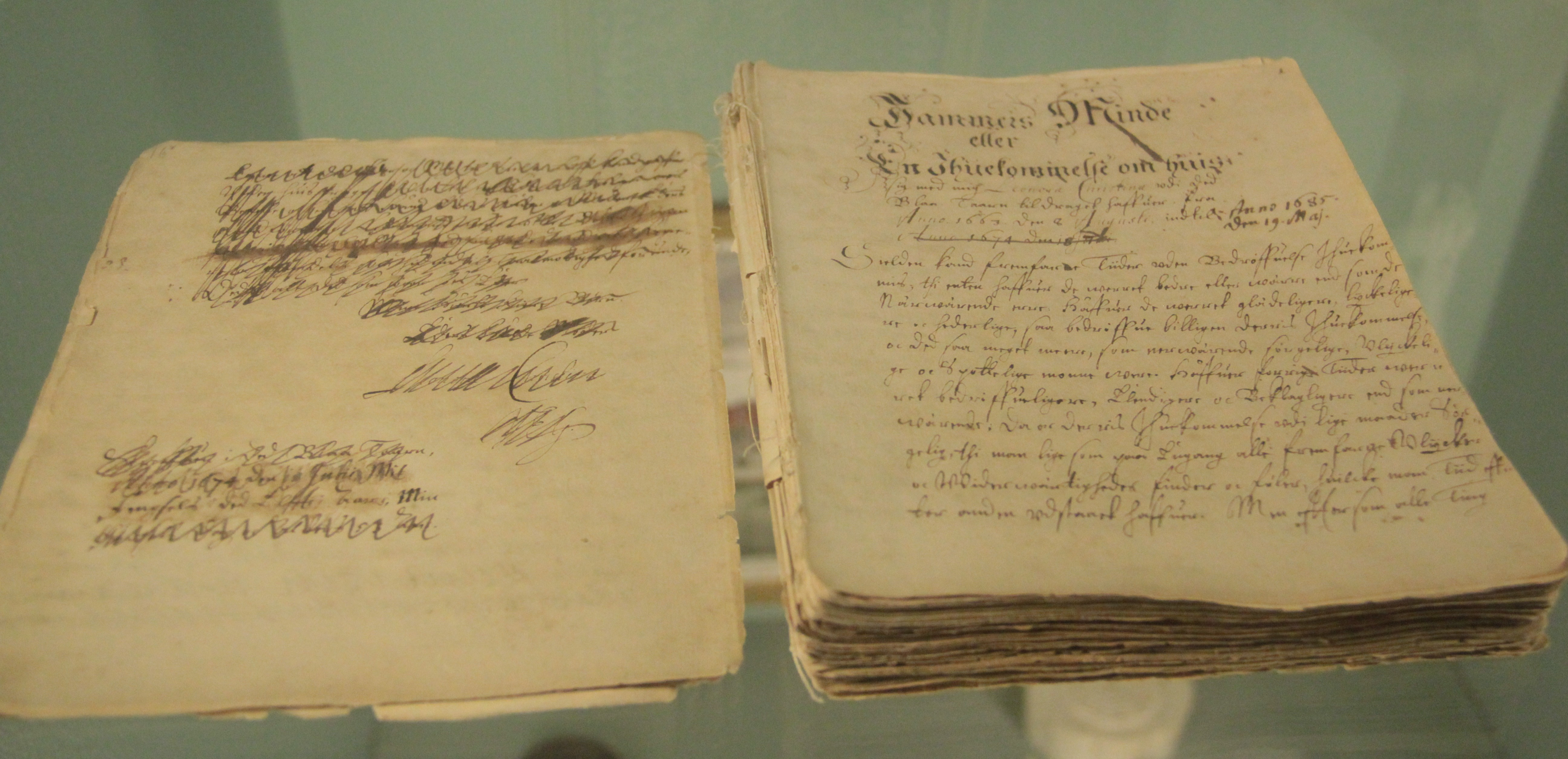
Jammers Minde. Eigenhändiges Manuskript Leonora Christinas, um 1674 bis 1680. Schloss Frederiksborg

Das literarische Meisterwerk Leonora Christinas Ulfeldts ist die 1868 im Archiv der Familie Waldstein, Nachkommen von Ulfeldts Sohn Leo, in Wien entdeckte Autobiografie ihrer Leidenszeit, Jammers Minde („Erinnerung ans Elend“; Titel der Übersetzung 1911 Leidensgedächtnis). Das erste Drittel des 1869 erstmals herausgegebenen Buches verfasste Leonora Christina noch im Blauen Turm. Dem Vorwort folgt ein Bericht über die ersten drei Wochen im Kerker mit ausführlichen Dialogen ihrer Verhöre, in denen sie sich selbstbewusst und geschickt verteidigt. Wichtigstes Moment ist aber ihre anfängliche spirituelle Krise, bis sie überzeugt ist, dass ihre Leiden Prüfungen Gottes sind und dieser ihr, wenn sie standhaft unschuldig bleibt, wieder die Freiheit zurückgeben werde. In diesem Zusammenhang verwendet sie viele Bibelzitate und identifiziert sich – wie auch Agneta Horn in ihrer Autobiografie – mit Hiob. Leonora Christina bezeichnet sich selbst als „leidende Christin“, die als Prüfung Gottes unschuldig eine harte Strafe verbüßen muss. Während sie im Gefängnis schrieb, hoffte sie, dass ihre Worte einmal ihre Kinder lesen könnten, an die das Buch gerichtet ist. Sie erklärt ihnen ihre Handlungen als Sorge um die Zukunft ihrer Familie begründet und dass sie nur wegen ihrer Treue zu ihrem Gatten so viel erleiden müsse. Ihr Stil wechselt zwischen ausgeschmückter und bilderreicher Rhetorik und derber Umgangssprache.
Nach ihrer Haftentlassung revidierte Leonora Christina in Maribo den Text von Jammers Minde und setzte ihn fort. Der Schwerpunkt in diesem Teil ihres Werks liegt in der Darstellung ihres Tagesablaufs im Blauen Turm. Besonders einzelne Ereignisse sowie ihr Umgang mit dem Personal und den Insassen des Gefängnisses werden ausführlich beschrieben. Die religiösen Betrachtungen verlieren an Bedeutung, und der Stil ihrer realistischen Beschreibung des Gefängnislebens ist dementsprechend nicht mehr rhetorisch, sondern umgangssprachlicher. Mit dem Erreichen des Jahres 1674 stockte die Arbeit an ihrem Werk wieder. Dann setzte sie es doch fort, streifte aber die folgenden Jahre nur kurz und vermerkte, dass ihre Wärter Angst vor dem Tag ihrer Entlassung hatten, da sie dann ihre hohen Löhne verlören. Sie wollte ihren Kindern vor allem noch ihre Version ihrer ausführlich beschriebenen Entlassung vor Augen führen: die Rehabilitierung der stolzen und unschuldigen Königstochter durch Gottes Gnaden. In einem Zusatz zum Vorwort zählt sie viele ihrer Feinde auf, die ein schimpfliches Ende gefunden hätten.
Das ganze Buch durchzieht der Grundton, dass sie aufgrund ihres reinen Gewissens und ihres Glaubens an die Gerechtigkeit des Schöpfers ihren Stolz und Humor sowie ihre Selbstbeherrschung über die ganzen Jahre bewahren und damit die Härten der Haft lindern konnte. Diesen Punkt unterstreicht sie durch die Fiktion, dass sie ihr Werk vollständig während ihrer Haft geschrieben habe. Dass der Großteil erst in Maribo verfasst wurde, kann aber anhand einer genauen philologischen Analyse des Originalmanuskripts gezeigt werden.

### Hæltinners Pryd
Leonora Christina hielt Jammers Minde nicht für ihr Hauptwerk, sondern ihre am 12. August 1684 vollendete Sammlung biographischer Skizzen bekannter Frauen unter dem erst 1977 auf Grundlage einer Abschrift in Karen Brahes Bibliothek in Odense edierten Titel Hæltinners Pryd („Zierde der Heldinnen“), einer für die damalige Zeit üblichen literarischen Gattung. Sie begann ihr Werk in der Haft, überarbeitete es aber später. Von diesem Buch blieb aber nur ein Fragment einer schlechten Kopie übrig. Ihre Heldinnen stammen teils aus geschichtlicher, teils aus mythologischer Tradition. Sie wurden in drei Abschnitten (von denen nur der erste erhalten geblieben ist) als „streitbar“ (als Regentinnen), „treu und keusch“ bzw. „standhaft“ beschrieben, teilweise mit dem in ihrer Autobiografie von sich selbst entworfenem Bild parallelisiert und zu diesem Zweck auch offene Widersprüche ihrer Darstellung mit jener ihrer historischen Quellen in Kauf genommen. Nach ihrer Ansicht sind viele Frauen mutiger als Männer. Für unvernünftig hält sie, dass Taten nach den sie ausführenden Personen beurteilt werden, anstatt die Personen nach ihren Taten zu messen. Die Autorin preist Eigenschaften wie Mut, Stärke, Intelligenz, Geduld und treue Liebe zum Gatten. Für ihre Zeitgenossen, z. B. Sperling d. J., war Zierde der Heldinnen ein herausragendes Werk.

### Rezeption
Die hohe literarische und ästhetische Qualität der Niederschrift ihres bewunderungswürdigen Durchhaltens während ihres langen Arrestes erklärt, dass Leonora Christina auch heute noch als Schriftstellerin viel bewundert und geehrt wird. Ihr Schicksal und besonders ihre Memoiren haben ihr einen dauerhaften Platz im kulturellen Bewusstsein Skandinaviens gesichert. Dichter und Prälaten priesen sie wegen ihrer Loyalität, Geduld und Entschlossenheit als ideale Dänin. Ihr Biograph, der Literaturhistoriker Sophus Birket-Smith, war – im Gegensatz etwa zu Julius Lange (in Contra Leonora Christina, 1888) und Svend Aakjær (1926) – überzeugt von ihrer Unschuld. Jammers Minde erfuhr zahlreiche Bearbeitungen in der Belletristik, Musik und Kunst.
Der deutsche Dichter Leopold Schefer erhielt früh Einblick in die Niederschrift und verwandte viele Materialien für seinen 1834 erschienenen Roman Die Gräfin Ulfeld oder die vierundzwanzig Königskinder. Sie übte dann unter anderem großen Einfluss auf Jens Peter Jacobsens „Fru Marie Grubbe, Interieurer fra der syttende Aarhundrede“ („Frau Marie Grubbe, Interieurs aus dem 17. Jahrhundert“) aus. Hans Christian Andersen erwähnt „Eleonora Ulfeldt“ als die „edelste und beste aller dänischen Frauen“ in seiner Erzählung Holger Danske von 1845. Der dänische Maler Kristian Zahrtmann verewigte Leonora Christinas Geschichte in 18 monumentalen Gemälden, die 1890 in der Ausgabe ihres Buches veröffentlicht wurden und als Einzeldrucke 1907 erschienen.
In Kaj Munks Geschichte Dänemarks in Reimform für Kinder erwähnte dieser Leonora als legendäre Figur.
Zwar wurde vereinzelt Kritik an der von dem Literaturhistoriker Mogens Brøndsted 1983 als „Dänemarks erste Feministin“ bezeichneten Leonora Christina Ulfeldt geübt, etwa dass sie ihrem unwürdigen Gatten zu blind ergeben, arrogant oder eigensinnig gewesen sei. Ebenso stellten Kritiker Jammers Minde als Tendenzschrift dar, die sie vor der Nachwelt von jeder Schuld freisprechen sollte.

## Ausgaben und Übersetzungen von Jammers Minde
dänisch
- Leonora Christina Ulfeldt’s „Jammers-Minde“. En egenhændig Skildring af hendes Fangenskab i Blaataarn i Aarene 1663-1685, udgivet efter det originale Haandskrift i Grev J. Waldstein Wartembergs Eje. Hrsg. von Sophus Birket-Smith, Gyldendal, Kopenhagen 1869 .Onlineversion; weitere Auflagen 1869, 1885, 1887 und 1900.
- Jammers Minde og andre selvbiografiske Skildringer. Hrsg. von J. Brøndum-Nielsen und C.O. Bøggild-Andersen, Kopenhagen 1949.
- Jammers Minde. In: Johannes Brøndum-Nielsen, Carl Olaf Bøggild-Andersen (Hrsg.): Leonora Christina. Jammers Minde og andre selvbiografiske skildringer. 2., umgearbeitete Ausgabe. Rosenkilde og Bagger, Kopenhagen 1960, S. 85–248.
- Leonora Christinas Jammers Minde. Hrsg. von Poul Lindegård Hjorth und Marita Akhøj Nielsen, Kopenhagen 1998.

deutsch
- Denkwürdigkeiten der Gräfin zu Schleswig-Holstein Leonora Christina vermählten Gräfin Ulfeldt aus ihrer Gefangenschaft im Blauen Thurm des Königsschlosses zu Copenhagen 1668-1685. Hrsg. von Johannes Ziegler. Wien 1871. Onlineversion
- Leidensgedächtnis. Das sind Denkwürdigkeiten der Gräfin zu Schleswig-Holstein Leonora Christina vermählten Gräfin Ulfeldt aus ihrer Gefangenschaft im Blauen Turm des Königsschlosses zu Kopenhagen, 1663–1685. Bearbeitet von Clara Prieß, Leipzig 1911.
- Jammersminde. Der Leonora Christina, Gräfin v. Ulfeldt, eigenhändige Schilderung ihrer Gefangenschaft im Blauen Turm zu Kopenhagen von 1663-1685. Übersetzt von Eva von Baudissin, Berlin [1917].
- Jammers minde. Denkwürdigkeiten der Gräfin Leonora Christina Ulfeldt. Übersetzt von Hanns Grössel, München 1968.

## Weitere Werke
dänisch
- Kong Karl X. Gustavs Bryllup 1654. Ded som jeg singulier udi Kong Karls Regering i Sverig haver funden. In: Johannes Brøndum-Nielsen, Carl Olaf Bøggild-Andersen (Hrsg.): Leonora Christina. Jammers Minde og andre selvbiografiske skildringer. 2., umgearbeitete Ausgabe. Rosenkilde og Bagger, Kopenhagen 1960, S. 49–52.
- Rejsen til Korsør 1656. In: Johannes Brøndum-Nielsen, Carl Olaf Bøggild-Andersen (Hrsg.): Leonora Christina. Jammers Minde og andre selvbiografiske skildringer. 2., umgearbeitete Ausgabe. Rosenkilde og Bagger, Kopenhagen 1960, S. 53–64.
- Confrontationen i Malmø 1659. Hvad som passeret udi den Confrontation her udi mit Hus i Malmø den 17. Dec. 1669. In: Johannes Brøndum-Nielsen, Carl Olaf Bøggild-Andersen (Hrsg.): Leonora Christina. Jammers Minde og andre selvbiografiske skildringer. 2., umgearbeitete Ausgabe. Rosenkilde og Bagger, Kopenhagen 1960, S.  65–84.
- Den franske selvbiografi („Französische Erinnerungen“), Faksimile-Ausgabe hrsg. v. C.O. Bøggild-Andersen, Kopenhagen 1958.
  - Leonora Christinas franske Selvbiografi. Oversat til Danks. In: Johannes Brøndum-Nielsen, Carl Olaf Bøggild-Andersen (Hrsg.): Leonora Christina. Jammers Minde og andre selvbiografiske skildringer. 2., umgearbeitete Ausgabe. Rosenkilde og Bagger, Kopenhagen 1960, S. 1–48.
  - Marita Akhøj Nielsen / Lene Schøsler (Hrsg.): En kongedatters liv. Leonora Christinas franske selvbiografi på moderne dansk. 2021, ISBN 978-87-7533-058-4 (dänisch).
- Hæltinners Pryd. [„Zierde der Heldinnen“] In: Christopher Maaløe (Hrsg.): Leonora Christina. Hæltinners Prys. Udgivet efter afskriften i Karen Brahes Bibliotek. C. A. Reitzels Boghandel/Daet Danske Sprog – og Literaturselskab, Kopenhagen 1977, S. 17–109.
- En Memorial, opsat af Leonora Christian for Datteren Leonora Sophie. In: Sophus Birket Smith: Leonora Christina (Ulfeldt) på Maribo Kloster. Et Bidrag til Oplysning om hendes sidste Leveår. Gyldendalske Boghandel (F. Hegel), Kopenhagen 1872, S. 122–125.

deutsch
- Leben Eleonorä Christinä, Gräfin v. Ulfeld. Von Philoander v.d. Wistritz C. G. Mengell. Kopenhagen/Leipzig 1754.